# دانیل لی
دانیل لی (انگلیسی: Daniel Lee؛ زادهٔ ۱۹۶۰ میلادی) یک کارگردان فیلم، دستیار کارگردان و فیلم‌نامه‌نویس اهل هنگ کنگ است.

## گزیده آثار کارگردانی
- ماسک سیاه (۱۹۹۶)
- افسانه ماه و ستاره (۱۹۹۹)
- بلوز یک جنگنده (۲۰۰۰)
- ببر جوان (۲۰۰۳)
- جوخه اژدها (۲۰۰۵)
- سه امپراتوری (۲۰۰۸)
- چهارده شمشیر (۲۰۱۰)
- انتقام سفید (۲۰۱۱)
- شمشیر اژدها (۲۰۱۵)
- مهاجمان زمان (۲۰۱۶)
- کوهنوردان (۲۰۱۹)